# سوزان كرين
سوزان كرين (بالإنجليزية: Susanne Crane)‏ هي رسامة أمريكية، ولدت في 1966.